# أرغون (شعب)
الأرغون، هم مجموعة صغيرة من نسل المهاجرين من ياركند وكشمير التي اختلطت مع جماعة لداخى المحلية التي يقيم معظمها في بلدتى لياه وكارجيل في لداخ بولاية جامو وكشمير الهندية.هم من المسلمين السنة.
أول من وصل منهم هم التجار من آسيا الوسطى وكشمير في القرن السابع عشر، وكانوا من أوائل المسلمين الذين يستقرون في المملكة البوذية. وكان معظمهم من التجار، وكان من بينهم أشخاصًا دينيين (دعاة). عاد معظم التجار من آسيا الوسطى إلى بلادهم في نهاية موسم القافلة. أما الذين بقوا واستقروا في لاداخ فقد تزوجوا من لداخيات وأصبحوا يعرفون الآن باسم أرغون.
اليوم هم يمتهنون التجارة على الرغم من أن بعضهم (عدد قليل جدًا)، قد أمتهن حرفة الزراعة. معظمهم اليوم يتكلمون لغة لداخي ولكنهم أيضًا ملمين باللغة التركية والتبتية.